# Hirondellea fidenter
Hirondellea fidenter är en kräftdjursart som beskrevs av J. L. Barnard 1966. Hirondellea fidenter ingår i släktet Hirondellea och familjen Uristidae. Inga underarter finns listade i Catalogue of Life.